# Консуляр
Консуляр (лат. consularis) — в Древнем Риме — бывший консул. Почётнейшее звание, особенно в эпоху Республики. Консуляры пользовались наивысшим уважением. Почётнее них были только бывшие цензоры или диктаторы, ставившиеся на самых первые места в списках Сената и сидевшие впереди них, например, в театре. Во времена же империи, когда магистратуры имели номинальное значение, данный титул, ставший самым почётным для подданных императора, мог дароваться (примерно с конца I века н. э.) императором даже тем, кто не исполнял обязанности консула, то есть не занимал высшую годичную магистратуру. В позднеримский период консуляров, в том числе, назначали наместниками (управителями) в римские провинции.